# Liste der UCI Continental Teams
Diese Liste führt die UCI Continental Teams unter ihrer aktuellen oder letzten bei der Union Cycliste Internationale geführten Bezeichnung und Nationalität.

## Afrika

### Algerien
- Sidi Ali–Kinetik Sports Pro Cycling Team

### Rwanda
- Benediction Ignite
- SKOL Adrien Cycling Academy

### Südafrika
- ProTouch

## Amerika

### Argentinien
- Electro Hiper Europa
- Equipo Continental Municipalidad de Pocito
- Equipo Continental San Luis
- Sindicato de Empleados Públicos de San Juan

### Bolivien
- Pio Rico Cycling Team

### Ecuador
- Best PC Ecuador

### Kanada
- XSpeed United Continental
- Yoeleo Test Team p/b 4Mind

### Kolumbien
- Colnago CM Team
- Medellín

### Mexiko
- Canel's-ZeroUno

### Panama
- Panamá es Cultura y Valores

### Paraguay
- Massi Vivo-Conecta

### USA
- Aevolo
- Elevate-Webiplex Pro Cycling
- Hagens Berman Axeon
- L39ION of Los Angeles
- Team Illuminate
- Team Novo Nordisk Development
- Team Skyline
- Wildlife Generation Pro Cycling

### Venezuela
- Gios Kiwi Atlántico
- Start Cycling Team

## Asien

### Bahrein
- Bahrain Cycling Academy

### China (Volksrepublik)
- CFC Continental Team
- China Continental Team of Gansu Bank
- China Huajian Cycling Team
- Shenzhen Xidesheng Cycling Team
- Giant Cycling Team
- Hengxiang Cycling Team
- Li Ning Star Cycling Team
- Ningxia Sports Lottery Continental Team
- Pardus Cycling Team
- Taiyuan Miogee Cycling Team
- Tianyoude Hotel Cycling Team

### Hongkong
- HKSI Pro Cycling Team

### Indonesien
- KFC Cycling Team
- MULA
- Roojai.com Cycling Team

### Irak
- Iraq Cycling Project

### Iran
- Azad University Team
- Foolad Mobarakeh Sepahan}

### Japan
- Aisan Racing Team
- Kinan Cycling Team
- Team Bridgestone Cycling
- Matrix Powertag
- Nasu Blasen
- Shimano Racing Team
- Team Ukyo
- Utsunomiya Blitzen

### Kambodscha
- Cambodia Cycling Academy

### Kasachstan
- Almaty Cycling Team
- Vino-Astana Motors

### Korea
- Gapyeong Cycling Team
- Geumsan Insam Cello
- Korail Cycling Team
- KSPO
- LX Cycling Team
- Seoul Cycling Team
- Uijeongbu Cycling Team

### Kuwait
- Kuwait Pro Cycling Team

### Malaysia
- Sweet Nice Continental
- Team Sapura Cycling
- Terengganu Cycling Team

### Philippinen
- 7 Eleven Cliqq-air21 by Roadbike Philippines
- Go for Gold Philippines

### Taiwan
- Meiyo CCN Pro Cycling Team

### Thailand
- Thailand Continental Cycling Team

## Europa

### Belgien
- Alpecin-Fenix Development Team
- Bingoal WB Development Team
- Tarteletto-Isorex

### Belarus
- BelAZ
- Ferei - CCN
- Minsk Cycling Club

### Dänemark
- BHS-PL Beton Bornholm
- Riwal Cycling Team
- ColoQuick
- Restaurant Suri-Carl Ras

### Deutschland
- Bike Aid
- Development Team DSM
- Maloja Pushbikers
- Myvelo Pro Cycling Team
- P&S Benotti
- rad-net Oßwald
- Team Lotto–Kern Haus
- Saris Rouvy Sauerland Team
- Team Santic Wibatech
- Team Storck-Metropol

### Estland
- Ampler Development Team

### Frankreich
- Equipe continentale Groupama-FDJ
- St Michel-Preference Home-Auber 93
- Van Rysel-Roubaix

### Großbritannien
- Canyon dhb SunGod
- Ribble Weldtite Pro Cycling
- Saint Piran
- SwiftCarbon Pro Cycling
- Trinity Racing

### Irland
- EvoPro Racing

### Israel
- Israel Cycling Academy

### Italien
- Beltrami TSA Tre Colli
- CTF Victorious
- D’Amico UM Tools
- General Store - F.lli Curia - Essegibi
- Iseo - Rime - Carnovali
- Mg.k Vis VPM
- Team Colpack Ballan
- Team Qhubeka
- Work Service Marchiol Vega
- Zalf Euromobil Fior

### Kroatien
- Meridiana Kamen Team

### Luxemburg
- Leopard Pro Cycling

### Niederlande
- Parkhotel Valkenburg
- BEAT Cycling
- Jumbo-Visma Development Team
- Metec-Solarwatt p/b Mantel
- SEG Racing Academy
- VolkerWessels Cycling Team

### Tschechische Republik
- Elkov-Kasper
- Topforex - ATT Investments
- Tufo - Pardus Prostějov

### Norwegen
- Team Coop
- Uno-X DARE Development Team

### Österreich
- ARBÖ Kärnten Sport Feld am See

- Team Hrinkow Advarics Cycleang
- Team Felt Felbermayr
- Team Vorarlberg
- Tirol KTM Cycling Team
- Union Raiffeisen Radteam Tirol
- WSA KTM Graz

### Polen
- HRE Mazowsze Serce Polski
- Voster ATS Team

### Portugal
- Antarte-Feirense
- Atum general/Tavira/Maria Nova Hotel
- Efapel
- Kelly-Simoldes-UDO
- L.A. Aluminios - L.A. Sport
- Aviludo-Louletano-Loulé Concelho
- Rádio Popular Boavista
- Tavfer-Measindot-Mortágua
- W52-FC Porto

### Rumänien
- Giotti Victoria - Savini Due

### Russland
- Lokosphinx

### San Marino
- A.R. Monex Pro Cycling Team

### Schweiz
- NIPPO-Provence-PTS Conti
- Tudor Pro Cycling Team

### Slowenien
- Adria Mobil
- Ljubljana Gusto Santic

### Slowakei
- Cycling Academy Trenčín
- Dukla Banska Bystrica

### Türkei
- Sakarya BB
- Spor Toto Cycling Team

### Ukraine
- Amore & Vita-Prodir
- Eurocar Grawe Ukraine
- Lviv Cycling Team

## Ozeanien

### Australien
- ARA Pro Racing Sunshine Coast
- Nero Continental
- St George Continental Cycling Team
- Team BridgeLane

### Guam
- EuroCyclingTrips-CMI Pro Cycling

### Neuseeland
- Black Spoke Pro Cycling
- Global 6 Cycling